# Novi (Krymsk, Krasnodar)
Novi (del ruso: Новый) es un jútor del raión de Krymsk del krai de Krasnodar, en Rusia. Está situado en a orillas del río Ruskaya, afluente del Kudako, que lo es del Adagum, de la cuenca del Kubán, 11 km al noroeste de Krymsk y 89 km al oeste de Krasnodar. Tenía 7 habitantes en 2010
Pertenece al municipio Kíyevskoye.